# Championnats d'Europe de beach-volley 2020
Navigation
Moscou 2019 Vienne 2021
Les Championnats d'Europe de beach-volley 2020, vingt-huitième édition des Championnats d'Europe de beach-volley, ont lieu du 15 au 20 septembre 2020 à Jurmala, en Lettonie.
Le tournoi masculin est remporté par les tenants du titre norvégiens Anders Mol et Christian Sørum pour la troisième fois consécutive. Le tournoi féminin se conclut sur la victoire des Suissesses Joana Heidrich et Anouk Vergé-Dépré.

## Médaillés
| Épreuve   | Or                                      | Argent                                          | Bronze                                        |
| --------- | --------------------------------------- | ----------------------------------------------- | --------------------------------------------- |
| Messieurs | Norvège Anders Mol Christian Sørum      | Russie Viacheslav Krasilnikov Oleg Stoyanovskiy | Italie Paolo Nicolai Daniele Lupo             |
| Dames     | Suisse Joana Heidrich Anouk Vergé-Dépré | Allemagne Kim Behrens Cinja Tillmann            | Russie Nadezda Makroguzova Svetlana Kholomina |